# Синђелићи (2. сезона)
Друга сезона серије Синђелићи је емитована од 23. марта 2015. до 16. марта 2016. године и броји 20 епизода.

## Опис
У овој сезони у животе Синђелића долази давно изгубљени трећи брат Синђелића, који се враћа кући након много година проведених у Сједињеним Америчким Државама.
Главној постави су се придружили Бранко Цвејић и Светлана Бојковић. Милица Михајловић, Вучић Перовић и Бранкица Себастијановић су унапређени у главну поставу на почетку сезоне. Бранко Цвејић и Светлана Бојковић су напустили серију на крају сезоне.

## Улоге

### Главне
- Воја Брајовић као Сретен Синђелић
- Снежана Богдановић као Добрила Синђелић
- Борис Комненић као Јездимир Синђелић
- Милена Дравић као Госпођа Ксенија
- Горан Радаковић као Федор Ристић
- Бранко Цвејић као Момчило Синђелић
- Милица Михајловић као Николина Ристић
- Вучић Перовић као Методије Синђелић
- Бранкица Себастијановић као Ева Стоименов
- Светлана Бојковић као Госпођа Лидија

### Епизодне
- Милош Кланшчек као Гојко Синђелић
- Немања Павловић као Коља Синђелић
- Јелена Косарa као Тереза Стоименов
- Лука Рацо као Ненад Ристић
- Јована Гавриловић као Касија Тркуља
- Лука Цмиљанић као Петар Лазаревић
- Теодора Илић као Весна Лазаревић
- Павле Павићевић као Муса
- Марко Кизић као Вук
- Владимир Вучковић као Небојша Лазић
- Борис Пинговић као Коста
- Јелена Гавриловић као Виолета Копицл
- Слободан Бештић као Гвозден "Ван Дам"
- Срђан Ивановић као Конобар Гане

## Епизоде
| Бр. еп. (укупно) | Бр. еп. (у сезони) | Наслов                   | Редитељ       | Сценариста                                                  | Премијера         |
| --- | ------------------ | ------------------------ | ------------- | ----------------------------------------------------------- | ----------------- |
| 20 | 1                  | "Трећи брат"             | Милан Коњевић | Небојша Радосављевић, Александар Јанковић и Сузана Пурковић | 23. март 2015.    |
| Породица се преселила у нову кућу и још увек се распакују. Вест је да се Раша, Сретеново старији брат, милионер, враћа из Америке после 35 година. Методије открива Сретену да је заљубљен у Еву, због чега га Сретен одводи код психолога уверен да је у питању инцест. Новости доноси и баба Ксенија, која је добила наградно крстарење и спрема се за пут. Гојко долази до фотографије уз помоћ које почиње да уцењује Терезу. |                    |                          |               |                                                             |                   |
| 21 | 2                  | "Тетка"                  | Милан Коњевић | Небојша Радосављевић, Александар Јанковић и Сузана Пурковић | 30. март 2015.    |
| Сретен упознаје породицу са Рашом. Сви су одушевљени, мада Језда стрепи да ће се Раша погубити у својим лажима и да ће сви прозрети да је преварант. Ксенија доводи и своју сестру Лидију коју сви упознају. Између Лидије и Раше одмах избијају искре. У школи, Гојко малтретира Терезу и уцењује је, док Методија на журци спопада Мара. Иако не жели везу са њом, када угледа Еву он је одводи у собу. |                    |                          |               |                                                             |                   |
| 22 | 3                  | "О мајци"                | Милан Коњевић | Небојша Радосављевић, Александар Јанковић и Сузана Пурковић | 6. април 2015.    |
| Ева и Методије се мире у школи. Методије је позива да дође на утакмицу коју играју то поподне. Језда и Сретен се договарају да мотре на Рашу, који се већ довија на разне начине да пред Лидијом испадне господин. Сретен пита Федора да га као тренер замени на утакмици. Методије и слути колико ће га ова замена на утакмици посрамити. Коља добија за писмени задатак да пише о својој мајци. Пошто не зна ништа о својој правој мајци, Коља одлучује да се распита код Сретена и Гојка, али сви избегавају одговор. Лила притиска Сретена да разговара са дететом о томе.                                   |                    |                          |               |                                                             |                   |
| 23 | 4                  | "Горанов повратак"       | Милан Коњевић | Небојша Радосављевић, Александар Јанковић и Сузана Пурковић | 13. април 2015.   |
| Лилин бивши муж, Горан, је дошао, а Сретен мисли да му је намера да поврати Лилу, али открива да је Горан дошао да поразговара са њима о свом одласку у САД на операцију церебралног тумора. Федор саопштава Сретену да је Риста позван на договор у Звезду и да ће Федор да иде са њим као његов агент. Лила убеђује Лидију да је Раша преварант и пита је да ли јој је тражио неке паре. |                    |                          |               |                                                             |                   |
| 24 | 5                  | "Одлазак"                | Милан Коњевић | Небојша Радосављевић, Александар Јанковић и Сузана Пурковић | 20. април 2015.   |
| Тереза, Гојко, Деба, Вук, Ваца и Муса траже изгубљеног пса. Чују лавеж који долази са локалног гробља и улазе уплашени на празно гробље. Када налете на неког човека помислиће да је вампир. Раша саопштава Лидији да је одлучио да пронађе посао. Ева се пакује, планира да крене са оцем у Америку, иако јој Лила не дозвољава. У кафани, Раша добија на покеру. Долази Федор и жели да се прикључи игри, кварећи Рашине планове. Федор у почетку добија, зато што га Раша пушта. Раша му предлаже да напусти игру док још има новца, али Федор одбија. Сретен предлаже Лили да оде са бившим мужем у Америку. |                    |                          |               |                                                             |                   |
| 25 | 6                  | "Љубавни јади"           | Милан Коњевић | Небојша Радосављевић, Александар Јанковић и Сузана Пурковић | 27. април 2015.   |
| Када једна женска млада особа стигне у школу, Риста и Шоне мисле да је то нова ученица. Испоставило се да је то нова професорка која мења Лилу пошто је она у Америци. Методије почиње да гаји осећања према њој, што резултира Евином љубомором. Ситуација у кући Синђелића измиче контроли. Тереза не одустаје од својих симпатија према проблематичном Чаји, а када га Сретен затекне у њиховој кући настаје прави хаос. Иако је Јездина намера била да Лидији понуди само раме за плакање, њихова вечера претвара се у нешто више.                                                                           |                    |                          |               |                                                             |                   |
| 26 | 7                  | "Возачки испит"          | Милан Коњевић | Небојша Радосављевић, Александар Јанковић и Сузана Пурковић | 4. мај 2015.      |
| Језди је истекла возачка дозвола, па сем што мора да вади нову, он мора и поново да иде на возачки испит. Проблем је у томе што он нема појма ништа и највероватније неће проћи на испиту, али уз помоћ лукавости и Ристе некако пролази, а онда долази на ред тежи део - вожња. |                    |                          |               |                                                             |                   |
| 27 | 8                  | "Хаос"                   | Милан Коњевић | Небојша Радосављевић, Александар Јанковић и Сузана Пурковић | 11. мај 2015.     |
| Након што их је Николина замало ухватила на делу у ВЦ-у, Методије и Виолета су замало раскинули. Сретен је потпуно слуђен због деце, а највише због малог Коље, јер је уверен да је његов син заправо девојчица. |                    |                          |               |                                                             |                   |
| 28 | 9                  | "Право на срећу"         | Милан Коњевић | Небојша Радосављевић, Александар Јанковић и Сузана Пурковић | 18. мај 2015.     |
| Методије и Виолета сада уживају у својој тајној љубави, а након што их је Ева видела како се љубе у зборници, не престаје са љубоморисањем. |                    |                          |               |                                                             |                   |
| 29 | 10                 | "Пут у Америку"          | Милан Коњевић | Небојша Радосављевић, Александар Јанковић и Сузана Пурковић | 29. фебруар 2016. |
| Лила је и даље на путу у Америци, а Сретен безуспешно покушава да је добије преко мобилног. Када коначно добије везу, уместо Лиле јави јој се неки њен пријатељ Американац. Методије и даље скрива своју везу са Виолетом. Сретен убеђује језде да заједно крену у Америку и да виде шта се дешава са Лилом. У школи, Гојко добија задатак да научи да свира флауту. Сретен и Језда полећу авионом, али их на америчком аеродрому заустављају цариници - због спаковане соде бикарбоне која делује као дрога. Николина замало открива тајну везу између Виолете и Методија.                                      |                    |                          |               |                                                             |                   |
| 30 | 11                 | "Нове комшије (1. део)"  | Милан Коњевић | Небојша Радосављевић, Александар Јанковић и Сузана Пурковић | 1. март 2016.     |
| Николина упозорава Методија и Виолету да ако нешто постоји између њих, мора истог момента да се прекине. Федор инсистира код Николине да Гојку пружи још једну шансу у свирању флауте. Сретена и језде амерички Царницом пакују назад за Београд. Федор, Гојко, Коља и Тереза су у центру града, купују Гојку нову флауту. Међутим, Коља се изгуби у гужви. Риста мува Еву, али их Федор прекида. Кољу проналази улични музичар и доводи га кући. У комшилуку, нова породица се усељава у стару кућу. |                    |                          |               |                                                             |                   |
| 31 | 12                 | "Нове комшије (2. део)"  | Милан Коњевић | Небојша Радосављевић, Александар Јанковић и Сузана Пурковић | 2. март 2016.     |
| Николина упозорава Методија и Виолету да ако нешто постоји између њих, мора истог момента да се прекине. Федор инсистира код Николине да Гојку пружи још једну шансу у свирању флауте. Сретена и језде амерички Царницом пакују назад за Београд. Федор, Гојко, Коља и Тереза су у центру града, купују Гојку нову флауту. Међутим, Коља се изгуби у гужви. Риста мува Еву, али их Федор прекида. Кољу проналази улични музичар и доводи га кући. У комшилуку, нова породица се усељава у стару кућу. |                    |                          |               |                                                             |                   |
| 32 | 13                 | "Кратковиди"             | Милан Коњевић | Небојша Радосављевић, Александар Јанковић и Сузана Пурковић | 3. март 2016.     |
| Гојко сакрива од пријатеља да је кратковид, мисли да ће зато да изгуби на популарности. Федор води Сретена и језде у школу каратеа, да их припреми за следећи сусрет са немогућим комшијама. Ева раскида са Ристом. Гојко добија наочаре, и сви му се другари смеју због тога. Сретен проналази решење - набавља му сочива. |                    |                          |               |                                                             |                   |
| 33 | 14                 | "Џип"                    | Милан Коњевић | Небојша Радосављевић, Александар Јанковић и Сузана Пурковић | 4. март 2016.     |
| У Гојковом разреду се појављује Бранко, нови ученик који постаје Гојков главни супарник. Риста, Методије и Шоне сумњају да Виолету туче бивши муж, и желе да јој помогну. Грегорија, старица која станује у згради до Сретена кафане, скупља потписе да затвори то место - смета јој бука. Риста, Шоне и Методије краду џип бившег Виолетиног мужа. Случајно кола завршавају у јарку. Испостави се да тај џип припада Виолети. Језда доживљава нервни слом, па креће са Лидијом и Николином на јогу, како би пронашао унутрашњи мир. Федор и Риста извлаче џип из јарка и поправљају га.                         |                    |                          |               |                                                             |                   |
| 34 | 15                 | "Синови"                 | Милан Коњевић | Небојша Радосављевић, Александар Јанковић и Сузана Пурковић | 7. март 2016.     |
| Методије и Риста се мире, Риста је поправио слупани џип и вратио га Виолети, а да она ништа није приметила. Језда доводи у кафану познатог читача судбине, који говори Сретену да има четворо деце. Када му овај каже да то није тачно, видовњак слегне раменима и каже му да је то тако. Сретен помисли да има дете за које не зна. У школи, Тереза добија задатак да уређује школске новине. Видовњак се враћа у кафану, и говори Федору да Риста заправо није његов син. Федор закључује да је Риста заправо Сретеново син, па крене да га убеђује у то.                                                      |                    |                          |               |                                                             |                   |
| 35 | 16                 | "Ожењен и моногаман"     | Милан Коњевић | Небојша Радосављевић, Александар Јанковић и Сузана Пурковић | 9. март 2016.     |
| Сретен и Федор посећују клинику за плодност. Федор је ужасно нервозан, зато што сумња да Риста није његов син. Гојко хакује Николинин компјутер, и сазнаје за тајну везу, па то своје сазнање ставља на насловну страну школских новина. Николина побесни. Риста покушава да од професорке верске наставе сазна шифру за решења контролних задатака. Гојко одлучује да направи конкурентске школске новине. Сретен и Федор саопштавају Ристи оно што мисле да је истина - да је Ристин отац у ствари Сретен. |                    |                          |               |                                                             |                   |
| 36 | 17                 | "Просвед"                | Милан Коњевић | Небојша Радосављевић, Александар Јанковић и Сузана Пурковић | 10. март 2016.    |
| Ева организује борбу за очување старог храста, којег општинске власти хоће да исеку. Методије, Риста и Шоне се придруже њеној борби, због девојчица. Конобар у кафани се повредио, па Језда тражи новог сарадника. Појављује се млада Данијела, којој треба посао. Тереза слави рођендан у кући, а Гојко жели да докаже да има више пријатеља од ње, па организује и сам журку, само у другој соби. У парку, Ева и другари организују протест, а полиција покушава да их отера. |                    |                          |               |                                                             |                   |
| 37 | 18                 | "Конобар или конобарица" | Милан Коњевић | Небојша Радосављевић, Александар Јанковић и Сузана Пурковић | 11. март 2016.    |
| Ева, Методије и другари проводе ноћ у парку, штитећи стари храст. Са њима су и Николина и Виолета. Тереза и Гојко праве одвојене прославе рођендана, подједнако неуспешне. Сретен је у великом искушењу због нове конобарице која ради у кафани. Лила се коначно враћа кући. Гојка изазивају његови другари, да им је потребан нови вођа. Бранко се јавља да га замени. У Евином разреду се појављује нова ученица, Касија. |                    |                          |               |                                                             |                   |
| 38 | 19                 | "Може бити само један"   | Милан Коњевић | Небојша Радосављевић, Александар Јанковић и Сузана Пурковић | 14. март 2016.    |
| Са Лилом је из Америке дошао и њен пријатељ Џон, хирург који је оперисао њеног бившег мужа. Тереза и Гојко се такмиче да докажу ко је довољно издржљив да буде вођа њихове школске банде. Настаје нови неспоразум између Еве и Методија. Риста лаже Еву да ју је искористио док је била пијана после журке. |                    |                          |               |                                                             |                   |
| 39 | 20                 | "Натали"                 | Милан Коњевић | Небојша Радосављевић, Александар Јанковић и Сузана Пурковић | 16. март 2016.    |
| Бранко постаје нови вођа Гојкове школске екипе. Виолета одлучује да је време да склони из Београда и прекине своју везу са Методијем. Методије даје све од себе да је спречи. Језда лаже Сретена и Федора да има девојку. Проналази Натали којој плаћа да му прави друштво на вечери. Методије креће у потеру за Виолетом која напушта град. |                    |                          |               |                                                             |                   |

## Филмска екипа
- Извршни продуценти: Горан Стаменковић 
 Сретен Јовановић
- Адаптација сценарија: Милан Коњевић
- Сценографија: Јана Кратовац 
 Ана Милошевић
- Костим: Јелена Здравковић 
  Снежана Карл
- Монтажа: Лазар Јовановић 
 Бранко Басарић 
 Ђорђе Станковић
- Директор фотографије: Миодраг Трајковић 
 Војкан Гостиљац
- Редитељи: Сузана Пурковић 
 Александар Јанковић 
 Небојша Радосављевић 
 Милан Коњевић